# Ce train qui s'en va
 (septembre 2012).
Si vous disposez d'ouvrages ou d'articles de référence ou si vous connaissez des sites web de qualité traitant du thème abordé ici, merci de compléter l'article en donnant les références utiles à sa vérifiabilité et en les liant à la section « Notes et références ».
Albums de Hélène Rollès
Pour l'amour d'un garçon
(1992)
Singles
1. Dans ses grands yeux verts
Sortie : Juin 1988
2. Ce train qui s'en va
Sortie : Mars 1989
3. Sarah
Sortie : Octobre 1989
4. Jimmy, Jimmy
Sortie : Février 1990

Ce train qui s'en va est le premier album studio de la chanteuse Hélène Rollès. Il est sorti en octobre 1989 chez AB Disques/BMG.

## Liste des chansons
1. Ce train qui s'en va
2. Pretty baby
3. Si pressés
4. Toute seule au monde
5. Sarah
6. Jimmy, Jimmy
7. Dans ses grands yeux verts
8. Copain copain
9. Entre tes bras
10. Est-ce qu'un garçon ?

## Singles
- Juin 1988 : Dans ses grands yeux verts
- Mars 1989 : Ce train qui s'en va
- Octobre 1989 : Sarah
- Février 1990 : Jimmy, Jimmy

## Crédits
- Paroles : Jean-François Porry
- Musiques : Jean-François Porry / Gérard Salesses
- Sauf Si pressés : Paroles et musique : Laurent Dubray